# Constantí II Spanu de Gallura
Constantí II Spanu de Gallura, fou el gendre de Torxitori I de Zori. Vers el 1116 fou jutge de Gallura potser després de deposar Itocor de Gunale, possible usurpador. Va morir en data desconeguda probablement vers el 1130. Fou el pare de Comit Spanu jutge de Gallura.